# Harmsiopanax ingens
Harmsiopanax ingens är en araliaväxtart som beskrevs av William Raymond Philipson. Harmsiopanax ingens ingår i släktet Harmsiopanax och familjen Araliaceae.

## Underarter
Arten delas in i följande underarter:
- H. i. ingens
- H. i. moniliformis